# Port lotniczy ʻEua
Port lotniczy ʻEua (IATA: EUA, ICAO: NFTE) – port lotniczy zlokalizowany na wyspie ʻEua w Królestwie Tonga. Znajduje się 3 km od miasta ʻOhonua oraz 40 km od stolicy Tonga – Nukuʻalofa. Posiada 1 pas startowy.

## Linie lotnicze i połączenia
- Airlines Tonga (Nukuʻalofa)